# ساچیکا
ساچیکا (انگلیسی: Sáchica) نام یک منطقه مسکونی در کلمبیا است.